# 王中和
王中和（1957年9月—）汉族，男，内蒙古林西人，中华人民共和国政治人物。内蒙古师范大学中文专业函授毕业，在职研究生学历。

## 生平
1975年9月参加工作，1981年6月加入中国共产党。历任内蒙古自治区赤峰市林西县委副书记、书记，锡林郭勒盟委委员、秘书长、组织部部长、盟委副书记，自治区党委副秘书长，赤峰市委副书记、副市长、市长、市委书记等职。2008年，当选全国人大代表。2013年1月，任中共内蒙古自治区党委常委。2013年8月，兼任包头市委书记。2016年11月，不再担任中共内蒙古自治区党委常委、包头市委书记。2017年1月，任内蒙古自治区政协副主席。2021年1月，卸任自治区政协副主席职务。
2025年2月16日，因涉嫌严重违纪违法，接受中央纪委国家监委纪律审查和监察调查。7月30日，被开除党籍，涉嫌犯罪问题移送检察机关依法审查起诉。